# Dāmnagar
Dāmnagar är en ort i Indien.   Den ligger i distriktet Amreli och delstaten Gujarat, i den västra delen av landet, 1 000 km sydväst om huvudstaden New Delhi. Dāmnagar ligger 94 meter över havet och antalet invånare är 17 766.
Terrängen runt Dāmnagar är platt, och sluttar österut. Runt Dāmnagar är det tätbefolkat, med 257 invånare per kvadratkilometer. Närmaste större samhälle är Gariadhar, 18,1 km söder om Dāmnagar. Trakten runt Dāmnagar består till största delen av jordbruksmark.